# Enoplognatha inornata
Enoplognatha inornata là một loài nhện trong họ Theridiidae.
Loài này thuộc chi Enoplognatha. Enoplognatha inornata được Octavius Pickard-Cambridge miêu tả năm 1904.